# Drammen (Wisconsin)
Drammen es un pueblo ubicado en el condado de Eau Claire en el estado estadounidense de Wisconsin. En el Censo de 2010 tenía una población de 783 habitantes y una densidad poblacional de 8,41 personas por km².

## Geografía
Drammen se encuentra ubicado en las coordenadas 44°38′46″N 91°35′40″O / 44.64611, -91.59444. Según la Oficina del Censo de los Estados Unidos, Drammen tiene una superficie total de 93.13 km², de la cual 93.13 km² corresponden a tierra firme y (0%) 0 km² es agua.

## Demografía
Según el censo de 2010, había 783 personas residiendo en Drammen. La densidad de población era de 8,41 hab./km². De los 783 habitantes, Drammen estaba compuesto por el 97.7% blancos, el 0.13% eran afroamericanos, el 0.13% eran amerindios, el 0.89% eran asiáticos, el 0% eran isleños del Pacífico, el 0.26% eran de otras razas y el 0.89% pertenecían a dos o más razas. Del total de la población el 1.28% eran hispanos o latinos de cualquier raza.